# Дженніфер Джонс
Дженніфер Джонс (англ. Jennifer Jones) — до шлюбу Філіс Лі Айслі (англ. Phylis Lee Isley, 2 березня 1919, Талса — 17 грудня 2009, Малібу) — американська акторка та модель. Лавреатка премії «Оскар», перша акторка, нагороджена премією «Золотий глобус».

## Життєпис
В шлюбі з актором Робертом Вокером Джонс народила двох синів — Роберта Вокера молодшого (15 квітня 1940) і Майкла Вокера (13 березня 1941). Обидва стали акторами. Почала стосунки з Девідом Сельцником та розлучилася з Вокером в листопаді 1943 (розлучення офіційно оформлене в червні 1945).
13 липня 1949 року одружилася з Сельцником. Шлюб тривав до його смерті 22 червня 1965 року. Дочка від нього, Мері Дженніфер, здійснила самогубство в 1976 році. Це спонукало інтерес Джонс до питань психічного здоров'я.
29 травня 1971 року Джонс одружилася з одним з найбагатших американців, мультимільйонером Нортоном Саймоном. Його син Роберт також вчинив суїцид в 1969 році. Прожила з ним до його смерті в червні 1993 року.
Дженніфер Джонс пережила рак грудей. Акторка Сьюзен Страсберг, яка померла від цього раку, назвала свою дочку Дженніфер Робін Джонс на честь акторки.
Останні роки Джонс провела в Південній Каліфорнії з сином. Вона не давала інтерв'ю і не з'являлася на публіці. Померла 17 грудня 2009 року в 90-річному віці у своєму будинку в Малібу.

## Кар'єра
Вражаюча кар'єра Джонс у Голлівуді почалася після зближення з продюсером Девідом Сельцником, який створив їй псевдонім.
В 1943 році їй присуджено «Оскар» за найкращу жіночу роль за роботу в картині «Пісня Бернадетти». На тій же церемонії серед суперниць була її подруга Інгрід Бергман, яку номінували за роль у фільмі «По кому дзвонить дзвін». Джонс вибачилася перед Бергман, яка відповіла їй: «Ні, Дженніфер, твоя Бернадетта була кращою за мою Марію». У наступному році Бергман отримала «Оскар» за роль у фільмі «Газове світло».
Серед найяскравіших робіт Джонс — «Дуель під сонцем» (1946) з Грегорі Пеком, «Мадам Боварі» (1949) з Джеймсом Мейсоном, «Кохання — найчудовіша річ на світі» (1955) з Вільямом Голденом, «Прощавай, зброє!» (1957) з Роком Гадсоном.
Після шлюбу з Нортоном Саймоном практично припинила зніматися в кіно, взявши участь лише в двох картинах — «Ангел, ангел, вниз ми йдемо» (1969) і «Пекло в піднебессі» (1974).

## Фільмографія
| Рік  | Фільм                               | Роль                      |
| ---- | ----------------------------------- | ------------------------- |
| 1939 | Новий кордон                        | Селія Бреддок             |
| 1943 | Пісня Бернадетти                    | Бернадетта Субіру         |
| 1944 | З тих пір як Ви пішли               | Джейн Дебора Гілтон       |
| 1945 | Любовні листи                       | Сінглтон/Вікторія Морланд |
| 1946 | Двобій під сонцем                   | Перл Чавес                |
| 1946 | Клуні Браун                         | Клуні Браун               |
| 1948 | Портрет Дженні                      | Дженні Епплтон            |
| 1949 | Мадам Боварі                        | Емма Боварі               |
| 1949 | Віднесені на землю                  | Гейзл Вудус               |
| 1952 | Сестра Керрі                        | Керрі Мібер               |
| 1952 | Рубі Джентрі                        | Рубі Джентрі              |
| 1953 | Осором диявола                      | Гвендолен Челм            |
| 1953 | Вокзал Терміні                      | Мері Форбс                |
| 1954 | Невірність американської дружини    | Мері Форбс                |
| 1955 | Кохання — найчудовіша річ на світі  | Лікарка Ген Суїн          |
| 1955 | Доброго ранку, місс Дав             | Місс Дав                  |
| 1956 | Людина в сірому фланелевому костюмі | Бетсі Рат                 |
| 1957 | Прощавай, зброє!                    | Кетрін Барклі             |
| 1962 | Ніч ніжна                           | Ніколь Дайвер             |
| 1965 | Ідол                                | Керол                     |
| 1969 | Ангел, ангел, вниз ми йдемо         | Астрід Стіл               |
| 1974 | Пекло в піднебесній                 | Лізолетт Мюллер           |